# Michael B. Jordan
Michael Bakari Jordan (/bɑːˈkɑːriː/; sinh ngày 9 tháng 2 năm 1987) là một diễn viên, đạo diễn và nhà sản xuất người Mỹ. Anh được biết đến với các vai diễn điện ảnh như nạn nhân vụ xả súng Oscar Grant trong bộ phim chính kịch Fruitvale Station (2013), võ sĩ quyền anh Donnie Creed trong Creed (2015), và Erik Killmonger trong Black Panther (2018), cả ba đều do Ryan Coogler viết kịch bản và đạo diễn. Jordan đóng lại vai Creed trong Creed II (2018), và Killmonger trong What If...? (2021), và được chuẩn bị đóng vai chính và ra mắt đạo diễn trong Creed III (2023).
Jordan ban đầu đột phá trong các vai diễn truyền hình, bao gồm Wallace trong mùa đầu tiên của bộ phim truyền hình tội phạm HBO The Wire (2002); Reggie Montgomery trong vở opera ABC All My Children (2003–2006) và Vince Howard trong bộ phim truyền hình thể thao của đài NBC Friday Night Lights (2009–2011). Các bộ phim khác của anh ấy bao gồm Red Tails (2012), Chronicle (2012), That Awkward Moment (2014), Fantastic Four (2015), và Just Mercy (2019), trong đó anh ấy đóng vai Bryan Stevenson.
Năm 2018, Jordan nhận được đề cử Giải Primetime Emmy cho Phim truyền hình xuất sắc, với tư cách là nhà sản xuất của bộ phim truyền hình Fahrenheit 451. Năm 2020, Jordan được tạp chí Time vinh danh là một trong 100 người có ảnh hưởng nhất trên thế giới, cũng như Người đàn ông gợi cảm nhất của People. Cũng trong năm đó, The New York Times xếp anh đứng thứ 15 trong danh sách 25 diễn viên vĩ đại nhất thế kỷ 21.

## Thời thơ ấu
Michael Bakari Jordan sinh ngày 9 tháng 2 năm 1987, tại Santa Ana, California, với cha mẹ là Donna và Michael A. Jordan. Anh có một em gái, Jamila, và một em trai, Khalid, người đã ký hợp đồng trở thành một cầu thủ bóng bầu dục vào năm 2010 tại Đại học Howard. Gia đình Jordan đã sống hai năm ở California trước khi chuyển đến Newark, New Jersey. Anh theo học tại Trường Trung học Nghệ thuật Newark , nơi mẹ anh làm việc và cũng là nơi anh chơi bóng rổ. Ông cũng là thành viên của Hiệp hội Nữ sinh Quốc gia của Phi Delta Kappa Inc., Delta Pi Chapter Kudos hoạt động ngoài Hillside High School, Hillside, NJ. Việc này dưới sự phản đối của Gwendolyn Watts.

## Danh sách phim

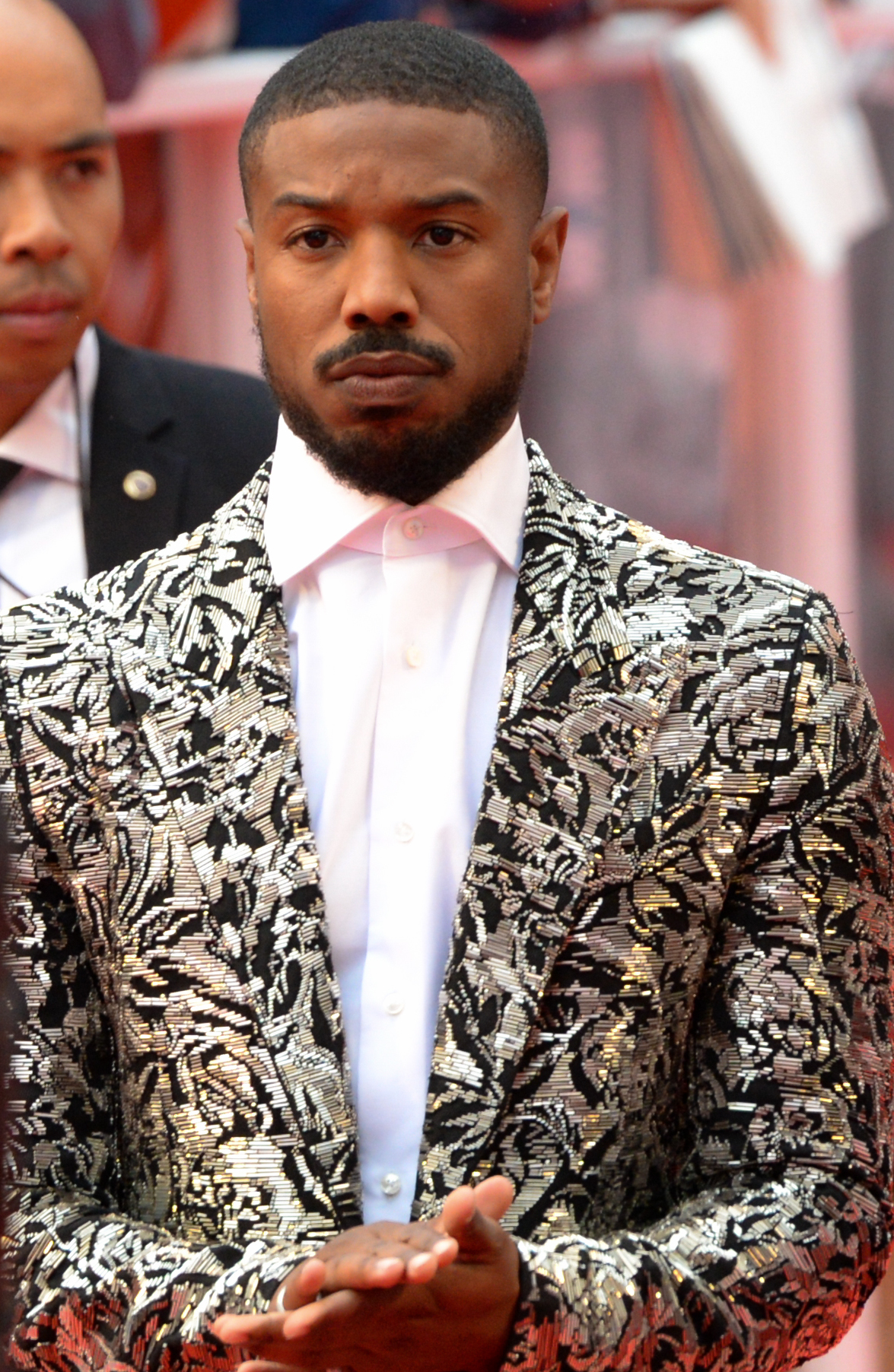
Jordan tại Liên hoan phim quốc tế Toronto 2019.

### Điện ảnh
| Year | Title                                  | Role                          | Notes                          |
| ---- | -------------------------------------- | ----------------------------- | ------------------------------ |
| 1999 | Black and White                        | Teen #2                       |                                |
| 2001 | Hardball                               | Jamal                         |                                |
| 2007 | Blackout                               | C.J.                          |                                |
| 2009 | Pastor Brown                           | Tariq Brown                   |                                |
| 2012 | Red Tails                              | Maurice "Bumps" Wilson        |                                |
| 2012 | Chronicle                              | Steve Montgomery              |                                |
| 2012 | Hotel Noir                             | Leon                          |                                |
| 2013 | Fruitvale Station                      | Oscar Grant                   |                                |
| 2013 | Justice League: The Flashpoint Paradox | Victor Stone / Cyborg (voice) | Direct-to-DVD                  |
| 2014 | That Awkward Moment                    | Mikey                         |                                |
| 2015 | Bộ tứ siêu đẳng                        | Johnny Storm / Human Torch    |                                |
| 2015 | Creed                                  | Adonis "Donnie" Creed         |                                |
| 2018 | Black Panther: Chiến binh Báo Đen      | Erik "Killmonger" Stevens     |                                |
| 2018 | Kin                                    | Male Cleaner                  | Cameo; also executive producer |
| 2018 | Creed II                               | Adonis "Donnie" Creed         |                                |
| 2019 | Just Mercy                             | Bryan Stevenson               | Also producer                  |
| 2021 | Without Remorse                        | John Clark                    | Also producer                  |
| 2021 | Space Jam: A New Legacy                | Himself                       | Cameo                          |
| 2021 | A Journal for Jordan                   | Charles Monroe King           | Also producer                  |
| 2022 | Chiến binh Báo Đen: Wakanda bất diệt   | Erik "Killmonger" Stevens     |                                |
| 2023 | Creed III: Tay đấm huyền thoại         | Adonis "Donnie" Creed         | Kiêm đạo diễn và nhà sản xuất  |

### Truyền hình
| Year      | Title                          | Role                              | Notes                                    |
| --------- | ------------------------------ | --------------------------------- | ---------------------------------------- |
| 1999      | The Sopranos                   | Rideland Kid                      | Episode: "Down Neck"                     |
| 1999      | Cosby                          | Mike                              | Episode: "The Vesey Method"              |
| 2002      | The Wire                       | Wallace                           | 12 episodes                              |
| 2003–2006 | All My Children                | Reggie Porter Montgomery          | 59 episodes                              |
| 2006      | CSI: Crime Scene Investigation | Morris                            | Episode: "Poppin' Tags"                  |
| 2006      | Without a Trace                | Jesse Lewis                       | Episode: "The Calm Before"               |
| 2007      | Cold Case                      | Michael Carter                    | Episode: "Wunderkind"                    |
| 2009      | Burn Notice                    | Corey Jensen                      | Episode: "Hot Spot"                      |
| 2009      | Bones                          | Perry Wilson                      | Episode: "The Plain in the Prodigy"      |
| 2009      | The Assistants                 | Nate Warren                       | 13 episodes                              |
| 2009–2011 | Friday Night Lights            | Vince Howard                      | 26 episodes                              |
| 2010      | Law & Order: Criminal Intent   | Danny Ford                        | Episode: "Inhumane Society"              |
| 2010      | Lie to Me                      | Key                               | 2 episodes                               |
| 2010–2011 | Parenthood                     | Alex                              | 16 episodes                              |
| 2012      | House                          | Will Westwood                     | Episode: "Love Is Blind"                 |
| 2014      | The Boondocks                  | Pretty Boy Flizzy (voice)         | Episode: "Pretty Boy Flizzy"             |
| 2018      | Fahrenheit 451                 | Guy Montag                        | Television film; also executive producer |
| 2019–2021 | Gen:Lock                       | Julian Chase (voice)              | 16 episodes; also executive producer     |
| 2019–2021 | Raising Dion                   | Mark Warren                       | 3 episodes; also executive producer      |
| 2021      | Love, Death & Robots           | Terence (voice/motion capture)    | Episode: "Life Hutch"                    |
| 2021      | What If...?                    | Erik "Killmonger" Stevens (voice) | 2 episodes                               |
| 2022      | America the Beautiful          | Narrator                          | Upcoming documentary series              |

### Trò chơi điện tử
| Year | Title                | Voice role              | Notes                 |
| ---- | -------------------- | ----------------------- | --------------------- |
| 2011 | Gears of War 3       | Jace Stratton           |                       |
| 2016 | NBA 2K17             | Justice Young / Himself | Host on MyCareer mode |
| 2017 | Wilson's Heart       | Kurt Mosby              |                       |
| 2018 | Creed: Rise to Glory | Adonis "Donnie" Creed   |                       |

### Video âm nhạc
| Year | Title           | Performer(s)            | Album                             | Refs.  |
| ---- | --------------- | ----------------------- | --------------------------------- | ------ |
| 2009 | "Did You Wrong" | Pleasure P              | The Introduction of Marcus Cooper |        |
| 2017 | "Family Feud"   | Jay-Z featuring Beyoncé | 4:44                              | [ 20 ] |
| 2019 | "Whoa"          | Snoh Aalegra            | Ugh, Those Feels Again            | [ 21 ] |

## Giải thưởng và đề cử
| Year | Award                                                | Category                                                                 | Nominated work      | Result    | Refs.  |
| ---- | ---------------------------------------------------- | ------------------------------------------------------------------------ | ------------------- | --------- | ------ |
| 2005 | Soap Opera Digest Award                              | Favorite Teen                                                            | All My Children     | Đề cử     | [ 22 ] |
| 2005 | NAACP Image Award                                    | Outstanding Actor in a Daytime Drama Series                              | All My Children     | Đề cử     | [ 23 ] |
| 2006 | NAACP Image Award                                    | Outstanding Actor in a Daytime Drama Series                              | All My Children     | Đề cử     | [ 24 ] |
| 2007 | NAACP Image Award                                    | Outstanding Actor in a Daytime Drama Series                              | All My Children     | Đề cử     | [ 25 ] |
| 2008 | NAACP Image Award                                    | Outstanding Literary Work – Debut Author                                 | Homeroom Heroes     | Đề cử     | [ 26 ] |
| 2011 | EWwy Awards                                          | Best Supporting Actor in a Drama                                         | Friday Night Lights | Đề cử     | [ 27 ] |
| 2013 | Detroit Film Critics Society                         | Best Breakthrough                                                        | Fruitvale Station   | Đề cử     | [ 28 ] |
| 2013 | Hollywood Film Awards                                | Hollywood Spotlight Award                                                | Fruitvale Station   | Đoạt giải | [ 29 ] |
| 2013 | Gotham Awards                                        | Breakthrough Actor                                                       | Fruitvale Station   | Đoạt giải | [ 30 ] |
| 2013 | National Board of Review of Motion Pictures          | Breakthrough Actor                                                       | Fruitvale Station   | Đoạt giải | [ 31 ] |
| 2013 | Phoenix Film Critics Society                         | Breakthrough Performance on Camera                                       | Fruitvale Station   | Đề cử     | [ 32 ] |
| 2013 | Satellite Awards                                     | Breakthrough Award Performance                                           | Fruitvale Station   | Đoạt giải | [ 33 ] |
| 2013 | Santa Barbara International Film Festival            | Virtuoso Award                                                           | Fruitvale Station   | Đoạt giải | [ 34 ] |
| 2013 | St. Louis Gateway Film Critics Association           | Best Actor                                                               | Fruitvale Station   | Đề cử     | [ 35 ] |
| 2014 | Independent Spirit Awards                            | Best Male Lead                                                           | Fruitvale Station   | Đề cử     | [ 36 ] |
| 2014 | Black Reel Awards                                    | Outstanding Actor                                                        | Fruitvale Station   | Đề cử     | [ 37 ] |
| 2014 | NAACP Image Award                                    | Outstanding Actor in a Motion Picture                                    | Fruitvale Station   | Đề cử     | [ 38 ] |
| 2015 | Golden Raspberry Awards                              | Worst Screen Combo (shared with Kate Mara, Miles Teller, and Jamie Bell) | Fantastic Four      | Đề cử     |        |
| 2015 | African-American Film Critics Association            | Breakout Performance                                                     | Creed               | Đoạt giải |        |
| 2015 | Boston Online Film Critics Association               | Best Actor                                                               | Creed               | Đoạt giải |        |
| 2015 | Online Film Critics Society                          | Best Actor                                                               | Creed               | Đề cử     |        |
| 2015 | Austin Film Critics Association                      | Best Actor                                                               | Creed               | Đề cử     | [ 39 ] |
| 2015 | Las Vegas Film Critics Society                       | Best Actor                                                               | Creed               | Đề cử     |        |
| 2015 | NAACP Image Awards                                   | Outstanding Actor in a Motion Picture                                    | Creed               | Đoạt giải |        |
| 2015 | Black Reel Awards                                    | Best Actor                                                               | Creed               | Đoạt giải |        |
| 2015 | National Society of Film Critics                     | Best Actor                                                               | Creed               | Đoạt giải |        |
| 2015 | Empire Awards                                        | Best Actor                                                               | Creed               | Đề cử     | [ 40 ] |
| 2015 | MTV Movie Awards                                     | Best Male Performance                                                    | Creed               | Đề cử     | [ 41 ] |
| 2016 | Teen Choice Awards                                   | Choice Movie Actor: Drama                                                | Creed               | Đề cử     |        |
| 2018 | Primetime Emmy Awards                                | Outstanding Television Movie                                             | Fahrenheit 451      | Đề cử     | [ 42 ] |
| 2018 | Saturn Awards                                        | Best Supporting Actor                                                    | Black Panther       | Đề cử     | [ 43 ] |
| 2018 | MTV Movie & TV Awards                                | Best Villain                                                             | Black Panther       | Đoạt giải | [ 44 ] |
| 2018 | BET Awards                                           | Best Actor                                                               | Black Panther       | Đề cử     | [ 45 ] |
| 2018 | Chicago Film Critics Association Awards              | Best Supporting Actor                                                    | Black Panther       | Đề cử     | [ 46 ] |
| 2018 | Dallas–Fort Worth Film Critics Association           | Best Supporting Actor                                                    | Black Panther       | Đề cử     | [ 47 ] |
| 2018 | San Francisco Film Critics Circle                    | Best Supporting Actor                                                    | Black Panther       | Đoạt giải | [ 48 ] |
| 2018 | Seattle Film Critics Society                         | Best Supporting Actor                                                    | Black Panther       | Đề cử     | [ 49 ] |
| 2018 | Seattle Film Critics Society                         | Villain of the Year                                                      | Black Panther       | Đoạt giải | [ 49 ] |
| 2018 | St. Louis Film Critics Association                   | Best Supporting Actor                                                    | Black Panther       | Đề cử     | [ 50 ] |
| 2018 | Teen Choice Awards                                   | Choice Villain                                                           | Black Panther       | Đoạt giải | [ 51 ] |
| 2018 | Toronto Film Critics Association Awards              | Best Supporting Actor                                                    | Black Panther       | Runner-up | [ 52 ] |
| 2018 | Washington D.C. Area Film Critics Association Awards | Best Supporting Actor                                                    | Black Panther       | Đề cử     | [ 53 ] |
| 2019 | Alliance of Women Film Journalists                   | Best Actor in a Supporting Role                                          | Black Panther       | Đề cử     | [ 54 ] |
| 2019 | Santa Barbara International Film Festival            | Cinema Vanguard Award                                                    | Black Panther       | Honored   | [ 55 ] |
| 2019 | Austin Film Critics Association                      | Best Supporting Actor                                                    | Black Panther       | Đề cử     | [ 56 ] |
| 2019 | Black Reel Awards                                    | Outstanding Supporting Actor                                             | Black Panther       | Đề cử     | [ 57 ] |
| 2019 | Critics' Choice Awards                               | Best Supporting Actor                                                    | Black Panther       | Đề cử     | [ 58 ] |
| 2019 | Houston Film Critics Society                         | Best Supporting Actor                                                    | Black Panther       | Đề cử     | [ 59 ] |
| 2019 | London Film Critics' Circle                          | Best Supporting Actor of the Year                                        | Black Panther       | Đề cử     | [ 60 ] |
| 2019 | Online Film Critics Society                          | Best Supporting Actor                                                    | Black Panther       | Đoạt giải | [ 61 ] |
| 2019 | Screen Actors Guild Awards                           | Outstanding Performance by a Cast in a Motion Picture                    | Black Panther       | Đoạt giải | [ 62 ] |